# 핵 (행성)

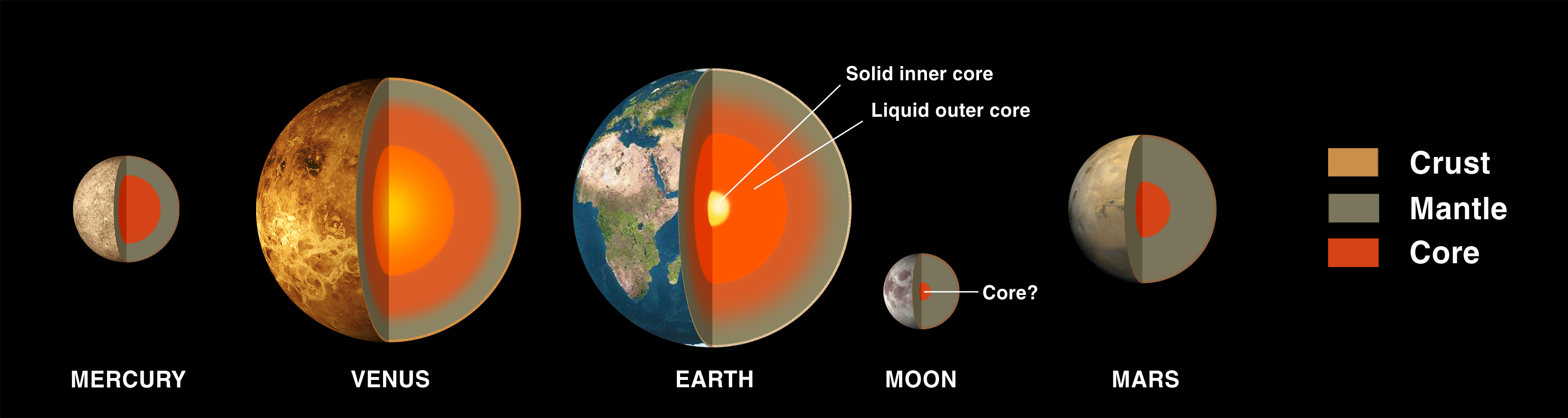
내행성의 내부 구조.

행성의 핵은 행성 내부의 제일 안쪽 층에 형성되어 있다.
핵은 고체 혹은 액체 층으로 구성된 것으로 추정되며,
여기서 화성과 금성의 핵은 내부에서 발생하는 자기장이 없는 것으로 볼 때 완전히 고체로 이루어져 있는 것으로 추정된다.
태양계에서, 핵의 크기는 행성 반지름의 20% (달)에서 75% (수성) 까지의 범위를 갖는다.
또한, 가스 행성의 핵에는 철이 풍부하다. 비록 그 핵은 지구형 행성보다는 덜 비례하지만, 그 크기는 지구보다 크다. 목성의 핵은 지구 질량의 약 12배, (목성 총 질량의 3 %) 외계 행성인 HD 149026 b의 핵은 지구 질량의 약 70배가량 되는 것으로 추정된다.
어떤 가스 행성은 핵 뒤쪽으로 대기를 날려버릴만큼 모 항성에 매우 가까이 공전하는 것으로 생각된다. 이런 가설상의 행성을 일컬어 소니언 행성이라고 한다.
위성, 소행성 그리고 다른 왜행성에도 그 크기나 겪은 역사에 걸맞은 핵이 있다. 목성의 위성 중 하나인 이오와 유로파에는 행성 반경의 1/3 크기의 핵이 있다. 소행성 중 하나인 4 베스타에도 핵이 있는 것으로 추정된다.